# ترازیدره (متروی استانبول)
ترازیدره (انگلیسی: Terazidere) یکی از ایستگاه‌های شاخه اِی خط ام۱ متروی استانبول است.
این ایستگاه که در جنوب منطقه اسنلر قرار دارد در سال ۱۹۹۴ تاسیس شده‌است.